# قلعه آغور
قلعه آغور مربوط به دوره تیموریان است و در شهرستان ابهر، بخش مرکزی، دهستان دولت‌آباد، روستای آغور واقع شده و این اثر در تاریخ ۲۶ دی ۱۳۸۶ با شمارهٔ ثبت ۲۰۵۵۷ به‌عنوان یکی از آثار ملی ایران به ثبت رسیده‌است.